# S Canis Majoris
S Canis Majoris är en stjärna som misstänkts vara variabel. Den har dock av allt att döma konstant ljusstyrka. Den har magnitud +9,63 och tillhör stjärnbilden Stora hunden.